# Aschaffenburg (huyện)
Aschaffenburg là một huyện ở bang Bayern, Đức. Huyện này giáp các huyện (từ phía tây theo chiều kim đồng hồ): Darmstadt-Dieburg, Offenbach, Main-Kinzig (tất cả đều nằm ở bang Hesse), các huyện Main-Spessart và Miltenberg, và thị xã Aschaffenburg.

## Lịch sử
Dấu tích của các khu định cư La Mã nằm ở bên sông Main. Đã có một doanh trại quân La Mã ở nơi mà ngày nay là đô thị Stockstadt. Sau khi quân La Mã rút lui, vùng này thuộc Alemanni và Franks trước khi thuộc Mainz.
Các huyện Aschaffenburg và Alzenau được lập năm 1862, một nửa thế kỷ sau, vùng này bị sáp nhập vào bang Bayern. Các huyện này đã được hợp nhất vào năm 1972 để tạo thành huyện ngày nay.

## Địa lý
Huyện này tọa lạc ở cực tây bắc bang Bayern và được Hesse bao bọc hai phía. Sông Main tạo thành biên giới phía tây dù phía tây nam của thị xã Aschaffenburg cũng có một phần của bờ sông phía tây nhập vào huyện này. Phía nam và đông của huyện là các núi Spessart.
Thị xã Aschaffenburg không thuộc huyện này nhưng lại là thủ phủ hành chính của huyện.

## Thị xã và đô thị
| Thị xã     | Đô thị | |
| ---------- | --- | --- |
| 1. Alzenau | 1. Bessenbach 2. Blankenbach 3. Dammbach 4. Geiselbach 5. Glattbach 6. Goldbach 7. Großostheim 8. Haibach 9. Heigenbrücken 10. Heimbuchenthal 11. Heinrichsthal 12. Hösbach 13. Johannesberg 14. Kahl am Main 15. Karlstein am Main | 1. Kleinkahl 2. Kleinostheim 3. Krombach 4. Laufach 5. Mainaschaff 6. Mespelbrunn 7. Mömbris 8. Rothenbuch 9. Sailauf 10. Schöllkrippen 11. Sommerkahl 12. Stockstadt am Main 13. Waldaschaff 14. Weibersbrunn 15. Westerngrund 16. Wiesen |